# 赤瀬正洋
赤瀬 正洋（あかせ まさひろ、1964年12月 - ）は、日本の防衛官僚。

## 人物
三重県出身。三重県立津西高等学校を経て、東京大学経済学部卒業。

## 略歴
基本的な出典
- 1989年：防衛庁入庁 長官官房総務課
- 2007年：沖縄防衛局企画部長
- 2009年：大臣官房参事官
- 2010年：技術研究本部総務部会計課長
- 2011年：地方協力局沖縄調整官
- 2013年：内閣官房内閣参事官
- 2014年：内閣官房内閣参事官（国家安全保障局）
- 2015年：地方協力局地方協力企画課長
- 2016年：大臣官房文書課長
- 2017年：中国四国防衛局長
- 2019年：内閣府遺棄化学兵器処理担当室長
- 2021年：防衛大学校副校長（企画・管理担当）
- 2024年07月19日：退職[3]